# Vũ trụ DC (thương hiệu điện ảnh)
Vũ trụ DC (tiếng Anh: DC Universe, viết tắt là DCU) là một thương hiệu điện ảnh và vũ trụ chia sẻ sắp ra mắt của Mỹ dựa trên các nhân vật trong các ấn phẩm truyện tranh của DC Comics. Nó được tạo ra bởi James Gunn và Peter Safran, đồng chủ tịch kiêm giám đốc điều hành DC Studios. Thương hiệu điện ảnh là sự tái khởi động của Vũ trụ Mở rộng DC (DCEU). DCU giữ lại một số nhân vật cũ của DCEU trong khi thay thế những nhân vật còn lại. Ngược lại với thương hiệu chuyển thể trước đây của DC Comics, DCU có tính liên tục và câu chuyện thống nhất giữa các phần phim điện ảnh và truyền hình, hoạt hình và trò chơi điện tử. Các phiên bản DC tương đồng không phù hợp với tính thống nhất này được gắn nhãn "DC Elseworlds".
Sau khi công ty Discovery, Inc. và WarnerMedia hợp nhất thành Warner Bros. Discovery (WBD), Giám đốc điều hành David Zaslav đã tiết lộ kế hoạch hồi sinh thương hiệu DC sau khi một số phim DCEU được đón nhận không mấy tốt đẹp. Gunn và Safran trở thành lãnh đạo DC Studios mới thành lập vào tháng 11 năm 2022 sau khi làm việc trong một số dự án của DCEU, bao gồm bộ phim Suicide Squad: Điệp vụ cảm tử (2021) và loạt phim phụ Peacemaker (2022 – nay). Cặp đôi này đã dành vài tháng cùng với một nhóm biên kịch để phát triển câu chuyện tổng thể cho một vũ trụ DC mới, trong đó có sự kết hợp giữa các nhân vật DC phổ biến và ít phổ biến. Các dự án DCEU đang được phát triển đã bị hủy bỏ để chuyển sang thực hiện những dự án mới, trong khi một số dự án khác (bao gồm cả Peacemaker) vẫn được tiếp tục. Gunn và Safran muốn tập trung vào nhu cầu kể chuyện thay vì buộc người sáng tạo phải sản xuất dự án cho họ trước ngày phát hành cụ thể.
Câu chuyện của DCU được chia thành các chương, bắt đầu từ "Thần và Quái vật", bắt đầu vào năm 2024 với loạt phim hoạt hình Creature Commandos. Gunn và Safran coi phần phim điện ảnh đầu tiên Superman (2025), là sự khởi đầu thực sự của DCU.